# ۴۷۰ (میلادی)
۴۷۰ (میلادی) چهارصد و هفتادمین سال تقویم میلادی است.

## درگذشتگان
‎